# Liste von italienisch-schweizerischen Persönlichkeiten in Kaisersteinbruch

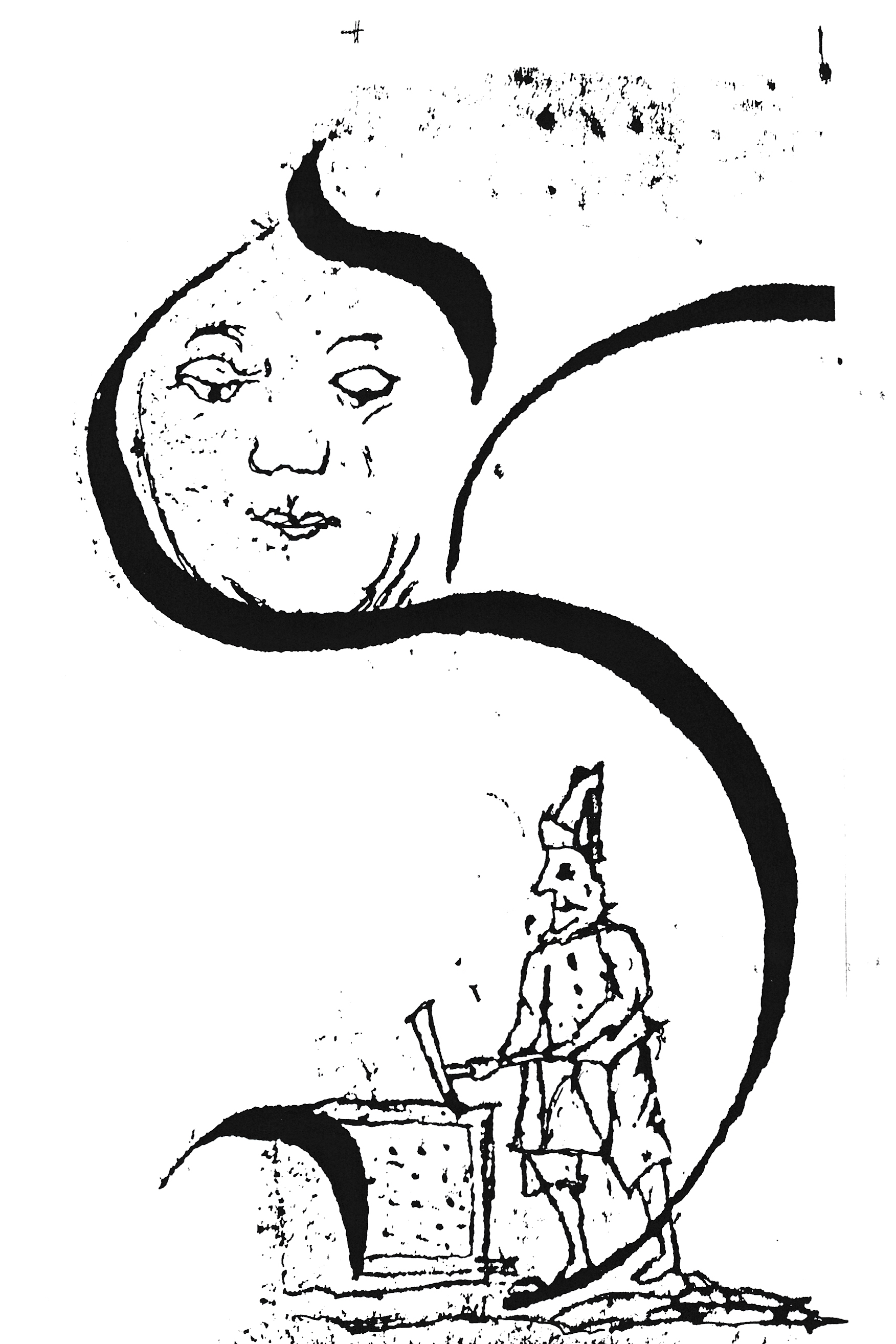
Register 1603–, Seite für Giovanni Missoni/Hans Mißon, Detail

Register 1603–, Seite für Giacomo Woller/Jacob Woller, Detail

Diese Liste enthält in Italien oder der Schweiz geborene Persönlichkeiten (ab Mitte des 16. Jahrhunderts), vor allem Steinmetzen und Bildhauer, die in den Kaisersteinbrucher Steinbrüchen mit dem dortigen harten Kalkstein gearbeitet haben (siehe auch Verwendung von Kaiserstein als Baumaterial). Einige sind nach dem jeweiligen Auftrag weiter gezogen, viele sind über Generationen hier verblieben und wurden Untertanen der Herrschaft des Stiftes Heiligenkreuz. Der kaiserliche Steinbruch am Leithaberg war für schweizerisch-italienische Baufachleute im Heiligen Römischen Reich ein zentraler Treffpunkt. Die Liste erhebt keinen Anspruch auf Vollständigkeit.
Der Name des Ortes veränderte sich von: Heiligenkreuzer Steinbruch, der neue Steinbruch am Leythaberg (1576), Ihro kayserl. Majestät Steinbruch am Leithaberg (1579), der kayserl. Steinbruch am Leythaberg, der kayserlich-königliche Steinbruch am Leythaberg, Kaiser-Steinbruch, Steinbruch endgültig Kaisersteinbruch.

## Künstlerfamilie dell’Allio
- Domenico dell’Allio (* um 1500 in Scaria; † 29. November 1563 in Kroatien) Verwendung von Kaiserstein als Baumaterial#Kaiserstein für die Neubefestigungen in Wien in „Italienischer Befestigungsmanier“
- Donato Felice d’Allio (* 1677 in Scaria; † 1761 in Wien) Architekt des Barocks. Bau der Salesianerinnenkirche (Wien) und des Klosters am Rennweg in Wien.[4]

## Simon di Andre
- Simon di Andre (* um 1631; † 9. April 1696 in Kaisersteinbruch) Italienischer Steinmetzgeselle, er heiratete 1669 Magdalena Allesguets, Tochter des Steinmetzen Jacob Allesguets. Sie erwarben eine Haushälfte mit zwei Gärten, die 1693 an Georg Zwelletitsch verkauft wurden. Simon wurde, 65 Jahre alt, mit heiligen Sakramenten versehen, begraben.[5]

## Benedict Annon
- Benedict Annon (* 1627 in Como im Wälschland; † 6. April 1702 in Kaisersteinbruch) Steinmetzmeister und Bildhauer im Barock. 1655 heiratete er Margaretha, Witwe nach dem Steinmetzmeister Thomas Ruffini. Seine Zeugen waren die Meister Ambrosius Ferrethi, Paul Clerici, Zeugen der Braut Ambrosius Regondi, Richter und Andre Lucchese. Er wurde Gerichtsgeschworener und Senior-Meister der Steinmetz-Zunft. Hochgeachtet erhält er 1701 ein lebenslanges Wohnrecht in seinem (hoch verschuldeten) Haus.

## Künstlerfamilie Bregno
- Antonius Bregno (auch Premb genannt) (* um 1590 in Righeggia; † nach 1640 in Bruck an der Leitha), Bildhauer, kaiserlicher Hofsteinmetzmeister in Kaisersteinbruch, 1618 beauftragte Kaiser Mattias seine Hofsteinmetzen aus Kaisersteinbruch, einer war Antonius Bregno, ein neues Portal für Schloss Ebersdorf herzustellen.[6] Graf Harrach beauftragte ihn 1640 mit zwei Brunnen im Schloss Prugg[7]
- Hieronymus Bregno sen. (* um 1591 in Osteno; † 14. Juni 1651 in Kaisersteinbruch), Bruder des Antonius, Steinmetzmeister[7] 1641 nahm er Francesco della Torre aus Ramponio im Val d’Intelvi (I) in Wien als Lehrling auf und sprach ihn im Juni 1646 zum Gesellen frei. 1643 wurde Francesco Bussi, aus Mailand gebürtig, sein Lehrling. Im Salva Guardia-Privilegium für Kaisersteinbruch durch Ferdinand III. 1646 wurde Hieronymus Bregno namentlich genannt. Er hatte einen gleichnamigen Sohn und Tochter Agatha.[7]
- Stefano Bregno (* um 1591 in Osteno; † 14. Juni 1651 in Kaisersteinbruch), Bruder des Antonius, Steinmetzmeister,[7] Tochter Lucia heiratete den Steinmetz Wolf Heisshammer.

## Künstlerfamilie Bussi

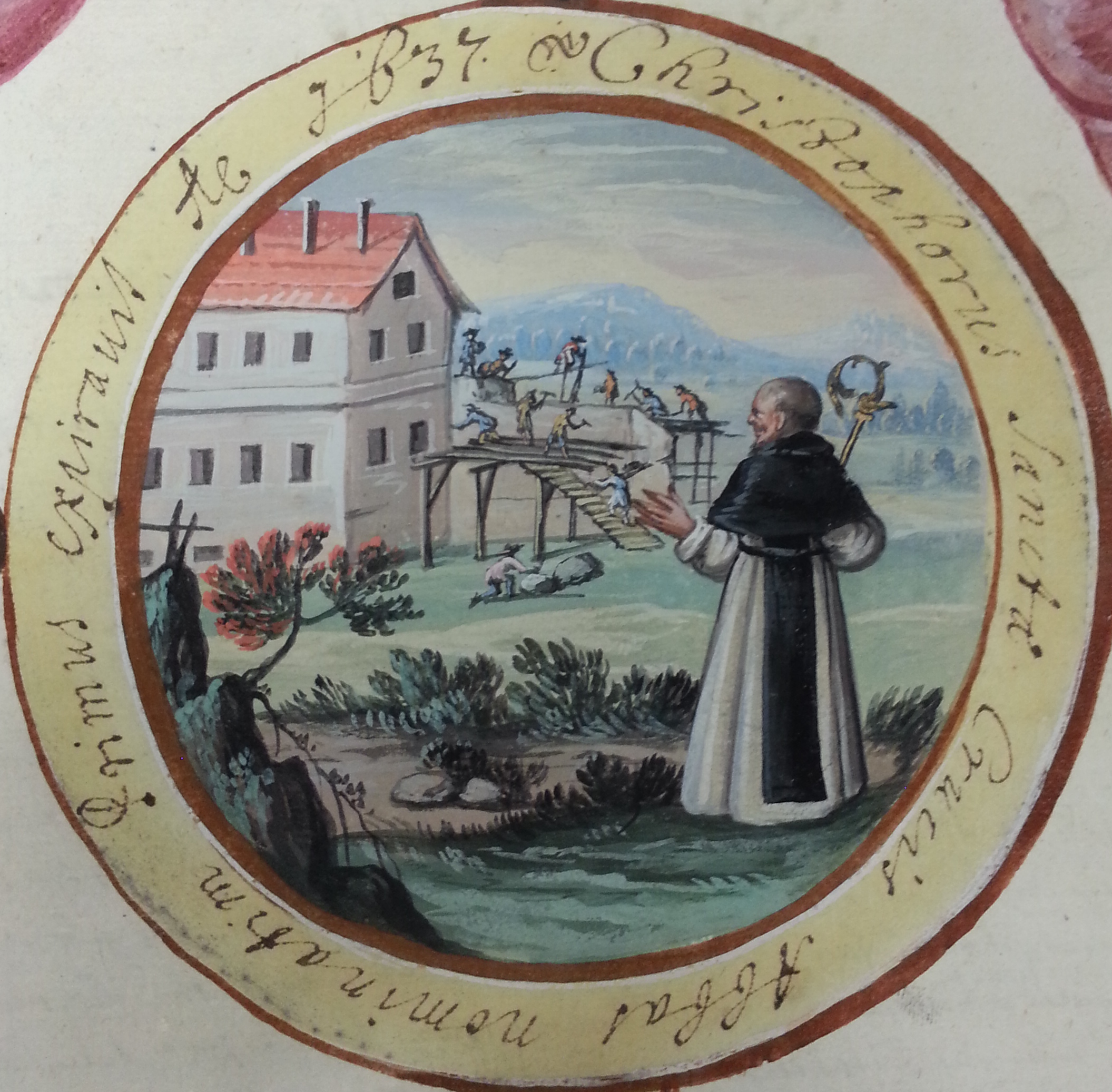
Abt Christoph Schäffer als Bauherr

- Carl Bussi (auch Butzi; † 20. Oktober 1629 in Kaisersteinbruch) Kriminalfall im Steinbruch, der Knabe wurde durch einen Schuss getötet. Carl war der Vetter der Brüder Antonius und Hieronymus Bregno sen. Meister Mattia Laurentius wurde von den Brüdern der Tat verdächtigt, da dieser gestand, an selbigem Tag einen Schuss abgegeben zu haben. Herr Abt Christoph Schäffer examinierte und erforschte, war bemüht die Einigkeit und den Frieden unter ihnen zu erhalten. Der Knabe selbst hatte alles von Herzen verziehen.[8]
- Franciscus Bussi (auch Buz; * aus dem Mailänder Gebiet stammend) am 20. November 1643 begann seine Lehrzeit in der Wiener Bauhütte bei seinem Onkel, Steinmetzmeister Hieronymus Bregno, der sowohl Wiener Bürger als auch Heiligenkreuzer Untertan in Kaisersteinbruch war. Sein Hauptbürge war Steinmetzmeister und Dombaumeister zu St. Stephan Hans Herstorffer. Eintragung im Kaisersteinbrucher „Register“ 1652: Nach des Hieronymus Bregnos sen. Tod erhielten der Sohn Hieronymus Bregno jun. und sein Vetter gemeinsam ein Haus mit Garten und einen halben Steinbruch. Der Besitz wurde 1661 dem Steinmetzmeister Ambrosius Ferrethi verkauft.[9]
- Pietro Bussi (auch Peter P(W)utz; * im Mailänder Gebiet) Steinmetzmeister und Bildhauer des Barock. Wohnhaft in Heiligenkreuzer Steinbruch. Das Verzeichnis an Steuerrückständen 1647 weist für Peter Putz, Steinmetzmeister .. 29fl 12kr auf.[10] Am 11. Februar 1652 heiratete er Regina Zottlin. Ihre Eltern waren Primus Zottl, Bürger und Sailer zu Salzburg und Anna, sie war im Dienst bei Herrn Richter Pietro Maino Maderno. Steinmetzauftrag beim Palais Modena in der Herrengasse.[11]
- Santino Bussi (* 28. August 1664 in Bissone; † 21. Februar 1736 in Wien), er war Stuckateur, Stuckbildhauer italienischer Herkunft; bei den Wiener Palästen war er ständig mit seinen Landsleuten aus dem Kaisersteinbruch in Verbindung, beim Stadtpalais Liechtenstein, Gartenpalais Liechtenstein, Prinz Eugen beschäftigte ihn bei seinen Palästen, im Stadtpalais des Prinzen Eugen, im Schloss Belvedere usw. Hofstukkateur.

## Künstlerfamilie Carlone
- Carlo Martino Carlone (1616–1667), Baumeister in Wien (Hofburg Leopoldinischen Trakt), Eisenstadt.
- Domenico Carlone (1615–1679), Baumeister in Wien (Hofburg Leopoldinischer Trakt), Schloss Petronell, Pietro Maino Maderno#Tod
- Sebastian Carlone (der Jüngere), Architekt in Wien (Mariahilfer Kirche)
- Silvestro Carlone (1610–1669/1671), Stadtbaumeister in Wien (Schottenkirche, St. Michael), heiratete Lucia Allio, geborene Retacco, Witwe des Maurermeisters Andrea Allio. Zeugen waren der kaiserl. Baumeister Giovanni Battista Carlone und Pietro Maino Maderno.[12][13]

## Künstlerfamilie Clerici
- Andrea Clerici (* um 1585 in Meride?; † 1633 in Kaisersteinbruch) Steinmetzmeister und Bildhauer des Barock, erstmals im Kaisersteinbrucher Register 1603, Haus und Garten werden 1633 an Pietro Maino Maderno verkauft.[7]
- Benedetto Clerici 1628 Im „Register“ 1628: Er verkauft an den Steinmetz Mathias Lindtner.
- Domenico Clerici (* in Meride?; † 1633 in Kaisersteinbruch) 1633 Steinmetzmeister und Bildhauer des Barock, sein Haus kommt durch Erbschaft an Francesco Maderno.[7]
- Paolo Clerici (* 1613 in Kaisersteinbruch; † 30. Juni 1659 ebenda) Steinmetzmeister und Bildhauer des Barocks. Stifter des Pest-(Kuruzzen-)Kreuzes von 1646, als Zechgeselle unterschrieb er 1651 ein Schreiben der Kaisersteinbrucher Steinmetzen, der Wiener Steinmetzmeister pachtete den großen Steinbruch.[7]

## Antonius Crivelli
- Antonius Crivelli (* vor 1604 in Lugano, Schweiz; † nach 1635) |Bildhauer der Renaissance in Wien, Kaisersteinbruch und für Fürst Karl I. von Liechtenstein im Schloss Lednice.[7] 1615 übersiedelte er in den kaiserlichen Steinbruch, wurde Mitglied der Bruderschaft, übernahm 1616 für den Steinmetzgesellen Pietro Maderno die Ausbildung zum Bildhauer. 1635 verkaufte er seinen Kaisersteinbrucher Besitz an Maderno.[7]

## Künstlerfamilien Ferretti und Rezi
- Ambrosius Ferrethi (* 3. März 1628 in Bissone; † 20. Februar 1696 in Kaisersteinbruch), kaiserlicher Hofsteinmetzmeister in Kaisersteinbruch und Wien, Heirat mit Agatha Bregnin, Tochter von Hieronymus Bregno. Mit seinen Schwiegersöhnen Martin Trumler (1684 Heirat mit Maria Elisabetha) und Giovanni Battista Passerini (1686 Heirat mit Anastasia) konnten sie Großaufträge der Fürsten Liechtenstein erfüllen.[14] Im Salva Guardia-Privilegium für Kaisersteinbruch durch Leopold I. 1660 wurde Ambrosius Ferretti namentlich genannt. Seine Grabplatte ist im Privatbesitz erhalten.
- Camillo Rezi, ab 1660 der Großauftrag der Steinmetzarbeiten für den Neuen Trakt der Wiener Hofburg. Der Bauschreiber nannte die beiden italienischen Steinmetzmeister Ambrosius Ferrethi und Camillo Rezi aus dem kayserlichen Steinbruch bey Mannersdorf. Dieser Mangel an Ortskenntnissen setzt sich bis in die heutige Zeit fort, in den Hofburg-Forschungen der Akademie der Wissenschaften werden beide Meister im Index Mannersdorf zugeordnet. Selbstverständlich waren beide Stift Heiligenkreuzer Untertanen in diesen Stiftssteinbrüchen.[7]

Im Kaisersteinbrucher Register 1680: Camillo Rezi, italienischer Steinmetzmeister, verheiratet mit Francisca, verkaufte Meister Ambrosius Ferrethi einen Krautgarten, weil sich er Meister Camillo aus dem Steinbruch ins Wälschland begeben wird.

## Heinrich Freywiller
- Heinrich Freywiller (* in Zürich, Schweiz; † in Kaisersteinbruch) Steinmetz, die Steinmetzbruderschaft bestimmte ihm Meister Pietro Maino Maderno, damals Fürst Liechtensteinischer Hofsteinmetz, zum Lehrherrn. Er heiratete am 5. August 1654 Christina, Witwe nach Christoph Wiegner, Kaisersteinbrucher Leutgeb (Gastwirt), 1664 kam Sohn Felix zur Welt
- Felix Freywiller (* in Kaisersteinbruch; † 28. Oktober 1726 ebenda) sein Lehrherr war Hof-Steinmetz Ambrosius Ferreti, der beim Neuen Trakt, dem Leopoldinischen Trakt der Hofburg mitwirkte. Seine Grabplatte ist erhalten.

## Antonius Gardesoni
- Antonius Gardesoni (* in Como; † nach 1590 in Kaisersteinbruch), Steinmetzmeister und Bildhauer der Renaissance. 1551 wurde ein Steinbruch am Leithaberg wieder in Betrieb genommen, der seit der Antike im Bewusstsein der Fachleute verankert war. Bei den ersten Steinmetzen, die hier wieder arbeiteten, waren Pietro Solari, von Bissone stammender Schweizer Bildhauer und Antonius Gardesoni, italienischer Geselle, von Como gebürtig. Sein Schreiben vom 22. März 1590 an den Abt Johann Rueff des Stiftes Heiligenkreuz galt jahrhundertelang als die älteste Kaisersteinbrucher Urkunde.[15] Aus dem Brief auszugsweise „… kann ich – Meister Antonius Gardesoni – als der älteste Steinmetz am Leithaberg sagen, dass ich ein lange Zeit und etliche Jahre hier in dem Steinbruch am Leithaberg gearbeitet und nunmehr ein besonderes Alter erreicht habe. Damit ich mein Weib und Kinder künftig besser unterhalten möge, gelangt an Euer Gnaden mein gehorsames Bitten. Da ich über die dreissig Jahre lang hier gearbeitet habe, mir einen neuen Steinbruch suchen und darinnen arbeiten möge.“[16]

## Adam Hammerschmied
Adam Hammerschmied, ein Schmied aus der Schweiz, von Schmitten/Aare stammend, heiratete in der Kaisersteinbrucher Kirche am 28. September 1720 die Jungfer Maria Eva Mäzlin. Zeugen waren der Steinmetzgeselle Anton Koch, der Schmied Jacob Grill und der Kalkbrenner Heinrich Ritter, alle von Steinbruch.

## Leonhardt Holzäpfel
- Leonhardt Holzapfel auch Holzäpfl genannt († 19. März 1620 in Wiener Neustadt[19]) italienischer Steinmetzmeister. Er war Hofsteinmetzmeister unter den Kaisern Matthias und Ferdinand II. 1617 als Kaisersteinbrucher Meister belegt[20]: Antonius Crivelli, Ulrich Payos, Leonhardt Holzäpfl, Pietro de Magistris, Nicola de Novo, Andre Ruffini und Antonius Bregno. Im Bericht des Rentmeisters Johann Miller an die niederösterreichische Regierung vom 20. Februar 1618[21][22] beschreibt er auch die Arbeitsbedingungen im kaiserlichen Steinbruch und zählt die Namen der Meister auf (Auszug):

„… das Gesinde, das sich in dem Steinbruch aufhält, lebt von der Arbeit bei diesen sechs Meistern. Ulrich Payos, Pietro de Magistris, Leonhardt Holzäpfl, Nicolae di Novo, Andre Ruffini und Antonius Bregno. Sie sind alle Welsche, darunter vier Meister Ihrer Kaiserlichen Majestät. Für den Fall, dass Ihre Majestät ihrer bedürftig, sind sie schuldig, alle anderen Arbeiten beiseite zu legen und Ihrer Majestät Sachen zu befürdern. Wie sie anjetzt auf Schloss Ebersdorf ein Haupttor führen …“

## Künstlerfamilie de Laurentijs
- Mattia Laurentius, (auch Mathias Lorentisch,* um 1580 in Carabbia, heute Teil von Lugano, Schweiz; † 27. Januar 1654 in Kaisersteinbruch) Steinmetzmeister und Bildhauer der Renaissance. 1628 heiratete er Maria Tencallin, Witwe nach Bernardo Tencallo. Das Erbe war Haus und Steinbruch. In der Gemeinde übernahm er das Geschworenenamt, 1644 im Kaisersteinbrucher Handwerk das jährlich wechselnde Amt des Obervorstehers („Viertelmeister“). Die Haupthütten Wien und Wiener Neustadt forderten in diesem Jahr die Kayserlichen Meister auf, ihnen Gehorsam zu leisten. Daraus ein reger Schriftverkehr. In einigen Kirchenrechnungen ist seine Mitarbeit bei der im Bau befindlichen Kirche belegt.
- Giovanni Laurentius, (auch Johann Lorentisch, * 1610 in Carabbia; † 7. April 1666 in Kaisersteinbruch) Sohn von Meister Mattia, Steinmetzmeister und Bildhauer des Barock. In den Heiligenkreuzer Dokumenten gilt der Name Lorentisch, möglich ist Laurenti aus Carabbia, auch Lorenzi.[7] Johann wurde 1624 Lehrjunge bei Pietro Maino Maderno und 1640 Meister. Der Vater verstarb 1654, die Witwe Maria übergab ihrem Sohn Johann den Familienbesitz. Großauftrag bei der Jesuitenkirche und dem Jesuitenkolleg am Platz Am Hof in Wien. In 2. Ehe heiratete er 1666 Anna Catharina, Tochter des kaiserlichen Baumeisters Simone Retacco im Stephansdom zu Wien. Die Trauzeugen waren die fürnemben und geschaidten Herrn und Meister Silvestro Carlone, Maurermeister, Francesco della Torre, Steinmetz, Herr Meister Carolus Martin Carlone, Maurer, der kunstreiche und wohlerfahrene Herr Carpoforo Tencalla, Maler. Damit war er zum innersten Kern der italienischen Künstler in Wien vorgedrungen.

## Künstlerfamilie Lucchese
- Andrea Lucchese auch Andre de Luca, Andre Lucaß (* Pambio, heute Teil von Lugano; † 1658 in Kaisersteinbruch) Steinmetzmeister und Bildhauer. Im Kaisersteinbrucher Register ab 1628 genannt, 1636 kauften er und Ehefrau Elisabeth ein Haus mit Garten vom Steinmetz Hans Misson. Geschworenenamt. Nach beider Tod kam das gesamte Gut an Hieronymus Bregno.[24] Er war ein Mitglied der italienischen Steinmetz- und Maurer-Familie „de Luca“, die im 16. Jahrhundert in Wiener Neustadt tätig waren, oder ein Lucches(e). Der Hofarchitekt Filiberto Lucchese war ein Zeitgenosse, bei den kaiserlichen Bauten ist die Zusammenarbeit mit dem kaiserlichen Steinbruch bereits dokumentiert. Er könnte aus Pambio (heute Teil von Lugano) zugewandert sein.[7]
- Filiberto Lucchese#Lucchese und der kaiserliche Steinbruch[25]

## Künstlerfamilie Maderno
- Francesco Maderno (* um 1565 in Capolago; † um 1630 in Kaisersteinbruch ?), Bildhauer.[7] Sein Gut wird an Ambrosius Petruzzy verkauft.
- Jacobus Maderno. Steinmetz, Sohn von Pietro Maino Maderno, der Nachfolger seines Vaters. Im Salva Guardia-Privilegium für Kaisersteinbruch durch Leopold I. 1660 wurde Jacobus Maderno namentlich genannt.
- Pietro Maino Maderno auch Peter Matterny, Matern, Materna (* um 1592 in Bissone; † 15. März 1653 in Moosbrunn) (Herkunftsort Capolago ?), kaiserlicher Hofbildhauer der Renaissance in Kaisersteinbruch; im Salva Guardia-Privilegium für Kaisersteinbruch 1646 wurde Pietro Maino Maderno namentlich genannt. 1649 erhob Ferdinand III., Kaiser des Hl. Römischen Reiches, ihn und seine Familie für seine künstlerischen Arbeiten in Österreich und Ungarn in den Adelsstand zu einem Landgespan-Ritter. Der Bacchus-Brunnen im Arkadenhof von Schloss Bučovice wurde 1635 im Auftrag des Fürsten Maximilian von Liechtenstein von Pietro nach dem Entwurf von Giovanni Giacomo Tencalla (beide aus Bissone) ausgeführt.[26][27][28][29]
- Pietro Maderno, Steinmetz, Sohn von (Pietro Maino Maderno#Verbannung des Sohnes Pietro aus dem Steinbruch) Pietro Maino, muss den Steinbruch 1642 verlassen.[30][31]

## Pietro de Magistris
- Pietro de Magistris auch Peter di Magister († vor dem 18. September 1628 in Kaisersteinbruch) italienischer Steinmetzmeister der Renaissance. Am 13. März 1603 wird sein Name im Steinbruch erstmals genannt: „… Steinmetz am Leithaberg hat Nutz und Gewähr empfangen einer Behausung daselbst, samt einem Gärtl dabei …“[32] Das Steinmetzhandwerk in Kaisersteinbruch gehörte zur Haupthütte Wiener Neustadt, deren Handwerksordnung regelte sämtliche Zunftbräuche wie die Arbeitskleidung, Aufdingung, Freisprechung usw. Gemeinsam mit Baden wurde 1617 der Status einer eigenständigen Viertellade verliehen. In diesem ersten Meisterbuch ist der Name von Pietro de Magistris verzeichnet.[33] Die Witwe Juliana Magistris verheiratete sich mit dem Hofsteinmetzmeister Antonius Bregno, der auch Witwer geworden war. Sie lässt ihn am 18. September 1628 neben sich mit dem Haus und zwei Gärten im Grundbuch eintragen…[34]

„Register“ 1603, Seite für Hans Mißon

## Giovanni Missoni
Giovanni Missoni, auch Hans Misson, erstmals 1603 im Grundbuch Kaisersteinbruch genannt. Italienischer Steinmetz, samt seiner Ehefrau mit einem Haus und Garten angeschrieben. 1636 verkauften sie dem Andrea Lucchese ein Grundstück. Ihr Sohn Antonius Missoni arbeitete in Graz, ihr Haus stand verlassen. 1652 wurde der Garten neben dem Weg von Wilfleinsdorf am Brunnen gelegen, wiederum dem Steinmetzmeister Lucchese verkauft.

## Domenicus Morelli
- Domenicus Morelli (* um 1627 in Riva San Vitale; † 21. Februar 1662 in Kaisersteinbruch) Steinmetzmeister und Bildhauer des Barock. 1646 von Ambrosius Regondi zum Gesellen freigesprochen, führte ihn sein beruflicher Weg zum Hofbildhauer Pietro Maino Maderno, der für den Fürsten Karl Eusebius von Liechtenstein im Schloss Feldsberg tätig war. Am 18. April 1654[36] beauftragte ihn der Fürst für die Kirche zu Feldsberg „sieben Altäre mit weissen, roten und schwarzen Marmorstein, wie auch bei jedem Altar die Balustraden von rot und schwarzen Marmor vermög des Giovanni Pietro Tencalla Abriß anzufertigen....“. Die Reise in seine Heimat wurde dem Morelli vorerst nicht bewilligt .... erst nach dem Januar 1662 … auf der Reise im „kayserlichen Steinbruch“ unweit Wien unverhofft Todes verfahren.[37][38]

## Giacomo Murato
- Giacomo Murato (* um 1563 am Luganersee, Schweiz) kaiserlicher Steinmetzmeister und Bildhauer der Renaissance. Mit Ulrich Payos, auch Steinmetzmeister, erwarb er 1603 einen Steinbruch samt Haus und Garten. Dieser Besitz wurde 1615 nochmals unterteilt, ein Teil kam an den Wiener Bildhauer Antonius Crivelli. Dokumentiert ist: Giacomo Murato und Antonius Tencalla, anfangs auch Stephan Bregno, Steinmetzen auf dem Leithaberg, wollten die Herrschaft des Stiftes Heiligenkreuz nicht anerkennen, sondern einzig den Kaiser des Heiligen römischen Reiches. Ihres Widerstandes wegen entstand ein Schriftverkehr zwischen Kaiser Rudolf II. und Abt Paul Schönebner vom Stift Heiligenkreuz. In Bedenkung, dass Herr Abt wünscht, ihm unterthänig zu sein, so doch unsere Vorfahren, wie auch wir bis auf dato in die 57 Jahr hier (Anmerkung: das bedeutet 1550!) unbekümmert und unangefochten gearbeitet haben, dass der Steinbruch Ihrer Majestät und nicht Herrn Abten gehörig! Mai 1608. Er wurde 1617 erster Zechmeister der eigenständigen Viertellade der Steinmetzen und Maurer im kaiserlichen Steinbruch.

## Nicola di Novo
- Nicola di Nova, Italienischer Bildhauer, im Meisterbuch der Hauptlade Wiener Neustadt ist sein Name 1617 als Kaisersteinbrucher Meister aufgeschrieben. 1618 Bildhauerarbeiten am Haupttor von Schloss Ebersdorf.[39]

## Bartolomeo Patti
- Bartolomeo Patti (auch Bartholomäus Pethan, * um 1540 in Riva San Vitale; † ) Steinmetzmeister und Bildhauer der Renaissance.[40][7] Seit ca. 1560 erhielt er mit seinen Gesellen Aufträge bei den kaiserlichen Bauten, Schloss Ebersdorf, Eine Baugesellschaft u. a. mit Pethan und Pozzo war für Schloss Neugebäude im kayserlichen Steinbruch tätig (die großen Säulen...), mit dabei sein Geselle Alexius Payos.

## Künstlerfamilie Payos
- Alexius Payos (auch Paiosc, * in Monte Magre im Bezirk Schio, Provinz Vicenza, Italien; † 25. Januar 1591 in Kaisersteinbruch, Sommerein) Steinmetzmeister und Bildhauer der Renaissance.
- Elias Payos († um 1590 in Kaisersteinbruch) Steinmetzmeister und Bildhauer der Renaissance. Bruder von Alexius. Ihr Vater stammte aus Valli del Pasubio in der Nähe von Monte Magre.
- Ulrich Payos, Steinmetzmeister, Sohn von Alexius,[41] am 21. November 1618 übergaben Ulrich Payos und Andre Ruffini dem Maurermeister von Ebenfurth Steffan Friedrich den Bauauftrag zur Kaisersteinbrucher Kirche. 1628 verkaufte er sein Gut und verließ den Steinbruch.
- Augustin Rigobello (auch Rucubello, * in Monte Magrè im Bezirk Schio; † 27. April 1613 in Kaisersteinbruch), Steinmetzmeister und Bildhauer der Renaissance. Mit den Brüdern Alexius und Elias kam er in den Steinbruch.[42] Sie arbeiteten gemeinsam am Schloss Neugebäude.

## Pater Georg Perger
Pater Georg Perger (* 1625 in Bruneck, damals in Tirol, Südtirol in Italien; † 10. September 1667 in Kaisersteinbruch) 1649 erfolgte seine Einkleidung im Stift Heiligenkreuz, 1652 feierte er seine Priesterweihe. Nach verschiedenen Aufgaben im Stift selbst wurde er Pfarrverweser in Kaisersteinbruch, dort verstarb er und wurde im Stift begraben.

## Künstlerfamilie Pery
- Antonius Pery (* um 1644 in Lugano, Schweiz; † 1683, auf der Flucht vor den Türken)[44] Bildhauer und Steinmetzmeister des Barock, Ausbildung beim Bildhauer David Weiss, ein Bürge war Ambrosius Regondi. Erste Ehe mit Anna Catharina, geborene Retaccin, Witwe nach Giovanni Laurentius. Sie erbte ein Haus in der Wipplingerstraße in Wien. Ihre Grabplatte ist erhalten. Erbauer des rechten Seitenaltares der Kaisersteinbrucher Kirche, ein Kreuzaltar.
- Johannes Pery (* 1670 in Kaisersteinbruch; † 30. März 1705 ebenda) Sohn von Antonius und Anna Catharina, Steinmetzmeister und Bildhauer des Barock. 1684 wurde er Lehrling bei Richter und Hofsteinmetzmeister Ambrosius Ferrethi. Heirat mit Catharina Herstorfferin. Ihr Großvater Hans Herstorffer, Dombaumeister zu St. Stephan und Obervorsteher der Wiener Bauhütte, hatte sich im kaiserlichen Steinbruch groß eingekauft und damit in der Steinmetzbruderschaft beachtlichen Aufruhr verursacht.
- Martin Pery (* 15. Februar 1700 in Kaisersteinbruch; † 28. April 1729 ebenda) Sohn von Johannes und Catharina, Steinmetz. 1726 Heirat mit Catharina N. Am 9. Juni 1729, also nach seinem Tod wird Sohn Joseph geboren.[45]

## Künstlerfamilie Petrucci
- Ambrosius Petrucci (* um 1600 in Maroggia; † 1652 in Kaisersteinbruch) Steinmetzmeister und Bildhauer des Barock, Meister Francesco Maderno und Ehefrau Maria verkauften im Dezember 1640 an Meister Ambrosius und Lucia Petruzzy ihr Haus mit Garten. Im selben Jahr Obervorsteher der Viertellade des Handwerks der Steinmetzen und Maurer in Kaisersteinbruch, das Wiener Handwerk entschied am 5. Mai 1644, dass ihm die Hütte bei der Michaelerkirche verbleiben soll.
- Domenico Petrucci (* um 1610 in Maroggia; † 1683 in Kaisersteinbruch im Türkenkrieg) Bruder von Ambrosius, seine erste Ehefrau Margaretha starb vor dem 12. Mai 1646. Aus den Schriften ist zu erkennen, Margaretha N.N. war eine wohlhabende Meisterswitwe, die dem jungen Domenicus ermöglichte, Meister zu werden; er wurde Steinmetzmeister und Bildhauer des Barock. Im Salva Guardia-Privilegium für Kaisersteinbruch durch Ferdinand III. 1646 wurde Domenicus Petrucci namentlich genannt. Auch Leopold I. verlieh ihm 1660 das Privileg.

## Urban Potatschnieck
Urban Potatschnieck, Sohn von Gregor und Regina Potatschnieck, von Vindonissa (Windisch in der Schweiz) zugewandert, arbeitete als Taglöhner im Steinbruch. Er heiratete in der Kaisersteinbrucher Kirche am 4. Mai 1696 die Jungfer Eva Gerbineckhin, Tochter von Sebastian und Maria Gerbineckh, Zeugen waren Gregor und Sebastian Gerbineck. Dadurch kann ein möglicher Zusammenhang mit Ausgrabungen (Schütthügel) beim „Castrum Vindonissense“ und dem römischen Kastell zu Königshof festgestellt werden.

## Antonio Pozzi
- Antonio Pozzi (auch Pozzo; * in Mailand; ) Steinmetz- und Werkmeister bei den kaiserlichen Bauten der Renaissance. Sohn des Jacopo Pozzo, der 1562 der erste Meister im Dornbacher Steinbruch war. Eine Baugesellschaft mit Pethan und Pozzo war für Schloss Neugebäude im kayserlichen Steinbruch tätig (die großen Säulen der westlichen Galerie, nach des Kaisers Tod der östlichen Galerie...), mit dabei sein Geselle Alexius Payos. Der aus dem Kaisersteinbruch stammende Stein galt als der beste.

## Künstlerfamilie Regondi

Abt Raymundus Regondi

- Ambrosius Regondi (* 1608 in Castiglione d’Intelvi ?; † 1681 Kaisersteinbruch), Bildhauer in Kaisersteinbruch, im Schloss Petronell, Schloss Esterházy (Eisenstadt), Schloss Niederleis.[7] Im Salva Guardia-Privilegium für Kaisersteinbruch durch Ferdinand III. 1646 wurde Ambrosius Regondi namentlich genannt. Auch Leopold I. verlieh ihm 1660 das Privileg.
- Giorgio Regondi (* 1616 in Castiglione d’Intelvi ?; † 11. Januar 1681 Kaisersteinbruch), Aufträge bis 1670 mit seinem Bruder Ambrosius, Bildhauer in Kaisersteinbruch.[7] Im Salva Guardia-Privilegium für Kaisersteinbruch durch Leopold I. 1660 wurde Giorgio Regondi namentlich genannt. Die Grabplatten der Brüder sind erhalten.
- Raymundus Regondi (als Johannes Franciscus Regondi; * 13. Juni 1652 in Kaisersteinbruch; † 22. März 1715 in Wien) Abt des Stiftes Altenburg. Erster Sohn des Giorgio Regondi und dessen Ehefrau Maria, aus einem angesehenen Mailänder Geschlecht stammend. 1663, im Alter von elf Jahren, begann Johannes Franciscus Regondi an der Universität Wien mit dem Studium der Philosophie, das er am 11. August 1672 mit dem Magister Philosophiac beendete. Bei der Abtwahl am 26. Oktober 1681 wurde Regondi mit Sondergenehmigung der Wiener Hofkanzlei noch am selben Tag installiert. Sein Vater war da bereits am 10. Jänner verstorben. So sorgte Raymundus Regondi für seine Mutter und seine Geschwister.
- Ambrosius Regondi (2) (* 1661; † 13. Nov. 1729 in Kaisersteinbruch) Steinmetz, Eltern: Franciscus Regondi und Martha. Heirat in Kaisersteinbruch am 16. April 1690 mit Affra Klettenhofferin.[47]
- Sebastian Regondi (* 1672 in Kaisersteinbruch; † 1717 ebenda), Sohn von Ambrosius, das Bruderschaftsbuch der Wiener Dombauhütte zu St. Stephan in Wien dokumentiert Sebastians Aufdingung als Lehrling am 27. Dezember 1685 durch Steinmetzmeister Johann Georg Prunner. Bildhauer in Kaisersteinbruch.[7] Im Salva Guardia-Privilegium für Kaisersteinbruch durch Karl VI. 1712 wurde Sebastian Regondi namentlich genannt. Seine Grabplatte ist erhalten.
- Johann Baptist Regondi (* 24. Juni 1703 in Kaisersteinbruch; † 18. März 1762 ebenda) Sohn des Sebastian, kaiserlicher Hofsteinmetzmeister und Bildhauer des Barock. Im Salva Guardia-Privilegium für Kaisersteinbruch durch Maria Theresia 1743 wurde Johann Baptist Regondi namentlich genannt. Er war der letzte „Italiener“ (der 3. Generation) in Kaisersteinbruch.

## Pankratius Rosso
- Pankratius Rosso, auch Roth († 1640 in Kaisersteinbruch) italienischer Steinmetzmeister und Bildhauer der Renaissance. Ein Grundstück zu einem Garten zwischen dem Öden Kloster und dem Steinbruch gelegen, wird 1628 an Meister Rosso verkauft. 1633 heiratete Elisabeth Bregnin, Tochter von Antonius Bregno, den Pankratz. 1636 übersiedelte der Vater in eine andere Herrschaft nach Bruck, so schenkte er Haus mit Garten seiner Tochter, dem Pancratz übergab er den Steinbruch. 1640, nach seinem Tod, heiratete sie den Steinmetz Ambrosius Regondi, dieser wird für ein Haus, Steinbruch und mehrere Gärten im Buch eingeschrieben.[48]

## Künstlerfamilie Ruffini
- Andre Ruffini (auch Roffin, Rofin, * 1590 im Bezirk Como, Lombardei, Italien; † September 1648 in Kaisersteinbruch) Steinmetzmeister und Bildhauer der Renaissance. Seine Frau Margaretha, eine geborene Wildtmann, ihr Bruder Steffan Wildtmann war der Wirt von St. Johannes bei Altenburg. Sie war 1617 die Anfängerin und Stifterin der Kaisersteinbrucher Kirche. Das Amt des Zechmeisters der Viertellade Kaisersteinbruch führte er 1626 aus. Am Gerichtstag 1634 wurde er zum ersten Richter im Steinbruch gewählt. Also haben Ihre Gnaden Abt Michael Schnabel vor einer ganzen Gemeinde zum Richter ernennt und mit Reichung eines Gerichtsstabes in die Hand vorgestellt. Im Salva Guardia-Privilegium für Kaisersteinbruch durch Ferdinand III. 1646 wurde Andre Ruffini namentlich genannt, ihre Grabplatte ist erhalten.
- Thomas Ruffini († 30. April 1652 in Kaisersteinbruch) Bruder von Andre, Steinmetzmeister der Renaissance. Geschworener, seine Witwe ehelichte den Steinmetzmeister Benedict Annon.[49]

## Künstlerfamilie Solari
- Antonio Solari († 1586 in Kaisersteinbruch), Bildhauer und Steinmetzmeister in Wiener Neustadt, Kaisersteinbruch[50]
- Pietro Solari (* um 1530 in Verna; † 1592 oder davor, in Kaisersteinbruch), Bruder von Antonio, Bildhauer und Steinmetzmeister in Wiener Neustadt, Kaisersteinbruch, Wien[51]

## Künstlerfamilie Tencalla
- Antonius Tencalla (* um 1555 in Bissone, Schweiz; † 1628 in Kaisersteinbruch) Kaiserlicher Steinmetzmeister und Bildhauer der Renaissance. Freiherr Carl von Harrach beauftragte ihn ab 1599 mit den Steinarbeiten für Schloss Rohrau.[52][53][54]
- Bernardo Tencalla (* um 1555 in Bissone; † 1627 in Kaisersteinbruch) Steinmetzmeister und Bildhauer. Im Kaisersteinbrucher Register ab 1603 genannt. Nach seinem Tod erbten Haus und Steinbruch über die Witwe Maria der Steinmetzmeister Mathias Lorentisch, die andere Hälfte kaufte Meister Hieronymus Bregno.[55]
- Giovanni Pietro Tencalla (* in Bissone, Tessin; † 6. März 1702 ebenda) italienisch-schweizerischer Architekt des Barock. 1656 bis 1692 arbeitete er als kaiserlicher Baumeister und Bildhauer in Wien. Er arbeitete vorerst mit Hofbaumeister Filiberto Lucchese. Neubau des Leopoldinischen Traktes der Wiener Hofburg von 1672 bis 1681, von 1685 bis 1687 errichtete er das Palais Lobkowitz (Wien). Auch das Palais Esterházy plante er vermutlich.

## Künstlerfamilien Della Torre und Passerini
- Francesco della Torre (* 1627 in Ramponio; † 28. September 1687 in Prag), er heiratete in Wien Francesca Carlonin, eine Enkelin des wohlhabenden Stadtbaumeisters Silvestro Carlone. königlich Prager Hofsteinmetzmeister, Bildhauer unter König Leopold I. von Böhmen, lernt das Handwerk bei Hieronymus Bregno in Wien und Kaisersteinbruch[56]
- Giovanni Battista Passerini senior (* um 1620 in Ramponio; † 1678 in Prag) Steinmetzmeister und Bildhauer des Barock, mit seinem befreundeten Mitmeister Francesco della Torre verlässt er nach Madernos Tod 1653 Kaisersteinbruch, beide erhielten am 30. Oktober 1663 die Prager BürgerUrkunde und wurden wichtige Mitarbeiter in der Prager Baugesellschaft des Carlo Lurago.
- Giovanni Pietro della Torre (* 1660 in Böhmen; † 28. Februar 1711 in Prag), wird nach des Vaters Francesco Tod Nachfolger als königlicher Hofsteinmetzmeister in Prag, Bildhauer des Barock in Kaisersteinbruch, Raab (Győr)[57] 1685 erwarben Giovanni Pietro della Torre mit Ehefrau Maria Margaretha in Kaisersteinbruch nach dem Ableben des Meisters Domenico Petruzzy, der 1683 im Türkenkrieg umgekommen war, dessen gesamten Besitz, Steinbruch samt Haus.
- Giovanni Battista Passerini jun. (* 1658 in Böhmen; † 9. Juni 1710 in Kaisersteinbruch), Steinmetzmeister und Bildhauer des Barock[58] Seine Grabplatte ist in Privatbesitz erhalten.

## Künstlerfamilie Trumler
- Martin Trumler (* 1651 im Bezirk Como, Italien; † 20. März 1705 in Kaisersteinbruch) Steinmetzmeister und Bildhauer des Barock. Er arbeitete beim Meister Ambrosius Ferrethi, heiratete 1684 dessen älteste Tochter Maria Elisabetha, die „beste Partie im Steinbruch“, der Ferrethi-Clan erhielt Großaufträge. Seine Grabplatte ist erhalten.
- Franz Trumler (* 1687 in Kaisersteinbruch; † 13. Mai 1745 ebenda) Steinmetzmeister und Bildhauer des Barock. Ältester Sohn von Martin, er wird einmal das Handwerk des Vaters übernehmen, der starb 1705, die Mutter musste sich nach der Zunftordnung im Handwerk wiederverheiraten. Sie wählte den Gesellen Elias Hügel. (Ihre Grabplatte ist erhalten). Mit Eva Rosina, seiner Frau, kaufte er 1713 das Gut mit einem Steinbruch des Prager Hofsteinmetzmeisters Giovanni Pietro della Torre. 1720 wurde er einer der Constructores des Hochaltares der Kaisersteinbrucher Kirche. Für das Palais Harrach in der Ungargasse lieferte Franz mit Stiefvater Elias Hügel 1731–1734 das kunstvolle Hauptportal, die Stufen der Hauptstiege, sowie sämtliche Architektursteine.
- Ambros Joseph Trumler (* 14. Mai 1691 in Kaisersteinbruch) Sohn von Martin und Maria Elisabetha. 1703, mit 12 Jahren, wurde er als Principista, Wiener Universitätsschüler der 2. Klasse eingeschrieben.
- Maximilian Trumler (* 6. Oktober 1705, er kam nach des Vaters Tod in Kaisersteinbruch zur Welt; † vor dem 1. Dezember 1749 in Wien) Steinmetzmeister und Bildhauer des Barock.[59]
- Martin Trumler (* 1732 in Wien; † 3. Mai 1760), Sohn von Maximilian und Catharina, Steinmetzmeister und Bildhauer des Barock. Im Kaisersteinbrucher Grundbuch 1754 war er mit 2 Häusern, 2 halben Steinbrüchen, 4 Krautgarten und einem Obstgarten gemeinsam mit Ehefrau Catharina Paumannin eingetragen.

Register Seite für Giacomo Woller/Jacob Woller

## Giacomo Woller
Giacomo Woller, auch Jacob Woller, Steinmetzmeister, im Kaisersteinbrucher Grundbuch 1603 mit Haus und Garten angeschrieben. Sohn von Anton Woller, ein von Trient (damals Tirol, Südtirol in Italien) zugewanderter Maurermeister, ab 1543 in Wiener Neustadt nachweisbar. Er erhielt 1550 das Bürgerrecht, wurde 1564 als „Stadtmeister“ bezeichnet. Das bedeutet, dass er die Bauten der Stadt führt. Seine Tochter Elisabeth ehelichte den Bildhauer Pietro Solari. 1628 gelangte Giacomos Grundstück an den Schneidermeister Daniel Prantner.